# منشأة سيف النصر محمد
قرية منشأة سيف النصر محمد هي إحدى القرى التابعة لمركز ملوى بمحافظة المنيا في جمهورية مصر العربية. حسب إحصاءات سنة 2006، بلغ إجمالي السكان في منشأة سيف النصر محمد 3129 نسمة، منهم 1636 رجلا و1493 امرأة.